# Pilophorus uhleri
Pilophorus uhleri är en insektsart som beskrevs av Knight 1923. Pilophorus uhleri ingår i släktet Pilophorus och familjen ängsskinnbaggar. Inga underarter finns listade i Catalogue of Life.